# دورايمون (شخصية خيالية)
دورايمون (باليابانية: ドラえもん) ويُعرف أحيانًا في الوطن العربي باسم عبقور، هو شخصية خيالية في سلسلة المانغا اليابانية والأنمي الذي يحمل نفس الاسم التي قام بإنشائها فيوكو فوجيو، وهو الاسم المستعار لفريق الكتابة هيروشي فوجيموتو وموتو أبيكو. دورايمون هو قط آليٌ من القرن الثاني والعشرين يسافر عبر الزمن إلى الماضي إلى القرن العشرين لمساعدة صبي مُراهق يدعى نوبيتا. للشخصية شهادة ميلاد «رسمية» حيث وُلِدَ في 3 سبتمبر 2112 وتدرج مدينة إقامته في كاواساكي، كاناغاوا، وهي المدينة التي تم إنشاء سلسلة المانغا فيها. في عام 2008، عينت وزارة الخارجية اليابانية دورايمون كـ«سفير أنمي» في البلاد. ولقبه هو مس-903 (MS-903)، دورا.

## الابتكار والاستلهام
قام هيروشي فوجيموتو بتصميم دورايمون في الأصل بسبب سلسلة من ثلاثة أحداث، وهي بينما كان يبحث عن أفكار لمانغا جديدة، تمنى وجود آلة من شأنها أن تأتي بأفكار له، ثم استلهم ذلك من لعبة ابنته، وسمع صراخ قطط تتعارك في الحي الذي يسكنه.
كلمة «دورايمون» تُترجم قريبًا إلى «التائه». حيث أن اسم دورايمون في اليابانية مزيج من نصين يابانيين: الكاتاكانا (ドラ) وهيراجانا (えもん). حيث أن «دورا» مشتقة من «دورا نيكو» (dora neko) أي «القط التائه».

## الظهور

### دورايمون
يتم إرسال دورايمون في الوقت المناسب من قبل صبي صغير يدعى سيواشي نوبي لتحسين ظروف جده نوبيتا، حتى يتمتع نسله بمستقبل أفضل. في الإطار الزمني الأصلي، لم يتمتع نوبيتا شيئًا سوى البؤس والسوء الذي تجلى في شكل درجات رديئة للغاية طوال حياته. ويبلغ هذا ذروته بإحراق عمل مستقبلي أنشأه وهو ما يجعل خط عائلته تعاني من مشاكل مالية. من أجل تغيير التاريخ وتحسين ثروات عائلة نوبي، أراد سيواشي في البداية أن يرسل روبوتًا فائقًا إلى الماضي لحماية نوبيتا، لكن بسبب التكاليف لم يتمكن إلا من شراء روبوت آلي غير مُكتمل بشكل مُجسم قطة آلية سُميت دورايمون.
تم صنع دورايمون في 3 سبتمبر 2112 بواسطة مصنع ماتسوشيتا الآلي. لديه جيب رُباعي الأبعاد الذي ينتج منه الغذاء والمال والأدوية والحلويات من المستقبل. وفقا لفيلم 2112: مولد دورايمون الذي أُنتح في عام 1995. عندما صُنع دورايمون كانت له آذان وبشرةٌ صفراء، لكنه تحول إلى اللون الأزرق بسبب سقوطه في البحر وأزيلت الصبغة، واختفت الآذان بعد أن قضمها فأرُ آلي اعتقد أنها جبنة. ووفقاً للفيلم أيضاً فقد كان الصفار الذي يكتسي دورايمون بسبب مزج البيض مع الاختراع في المصنع مما اكتسب لون البيض ورائحته.
في وقت لاحق، تعاونت ديزني إكس دي وفوجيكو فوجيو لتقديم برنامج تلفزيوني للرمز الياباني. كان يسمى المعرض دورايمون: أداة القط من المستقبل . تم بث الحلقة الأولى من العرض في 7 يوليو 2014. وتم بث الحلقة الأخيرة من العرض في 1 سبتمبر 2015. وقد مثّل صوت دورايمون في الإنجليزية من قِبل مونا مارشال.

### في وسائل الإعلام الأخرى
قام الممثل الفرنسي جان رينو بتصوير دورايمون في العديد من الإعلانات التليفزيونية الحية خلال عامي 2011 و2012. تم إنشاء الإعلان من قبل شركة تويوتا وتصور شخصيات المسلسل بعد عقدين من نموهم.
ظهر دورايمون في معرض الفيديو في طوكيو في حفل ختام دورة الألعاب الأولمبية الصيفية 2016 في شكل أنمي مع زملائه الشخصيات الأخرى نوبيتا وشيزوكا وجيان وسونيو وشخصيات يابانية أخرى مشهورة مثل الكابتن تسوباسا (الكابتن ماجد) وباك مان وهالو كيتي. ظهر أيضًا في الإعلان وهو يساعد رئيس الوزراء شينزو آبي (الذي كان قد تقمص دور ماريو) وهو يغرس الأنبوب الأخضر (الأنبوب الأخضر الشهير الذي يظهرفي سوبر ماريو برذرز) عبر الأرض لأجل أن ينتقل شينزو من شيبويا في طوكيو إلى استاد ماراكانا في البرازيل.

## الشعبية
من حيث الشعبية، تمت مقارنة الشخصية بميكي ماوس من والت ديزني، وتعتبر الشخصية شخصية بارزة في اليابان. تلقت الشخصية انتقادات في وسائل الإعلام الصينية حيث اعتبروا أن دورايمون هو شخصية تخريبية سياسية وأنه كان أداة «لغزو ثقافي» لليابان. في كتابه الثقافة الشعبية اليابانية: داخل العالم "Japan Pop: Inside the World" من كتاب الثقافة الشعبية اليابانية، كتب المؤلف تيموثي ج. كريج أن شخصية دورايمون بالرُغم من كونه منتج عالي التقنية، إلا أنه يمتلك شخصية محببة تجذب الشباب. وهو عضو كامل العضوية في عائلة نوبيتا وصديق حميم لنوبيتا ورفاقه. حيث يرى أن هذه الصورة تُعبر عن وجهة النظر المتفائلة للعلاقة بين التكنولوجيا والإنسانية.
وفقًا للعالمة آن أليسون، دورايمون يعتبر هو أساسًا بوكيمون، بحجة أن هناك العديد من أوجه التشابه بين الفكرتين، خاصة أن دورايمون وبوكيمون يتركزان على علاقة خدمة الأصدقاء. وأشارت إلى أن الفرق الرئيسي بين الاثنين هو أن دورايمون يحدث في مكان حقيقي في اليابان ويعالج مواقف الحياة الواقعية، في حين أن بوكيمون يحدث في عالم خيالي لا علاقة له باليابان، مما ساعده على أن يصبح أكثر ارتباطًا بالأجانب ويصبح شعبية عالمية.
في استطلاع أجرته شركة أوريكون في عام 2007 بين 1000 شخص، تم تصنيف دورايمون في المرتبة الثانية كأفضل شخصية مانغا في كل العصور، خلف سون غوكو بطل سلسلة دراغون بول.
في عام 2008، تم تعيين شخصية دورايمون «كسفير للأنمي» للمساعدة في الترويج للأنمي الياباني في جميع أنحاء العالم. وفي عام 2013، تم اعتبار دورايمون الشخصية الأكثر شعبية بين الأطفال اليابانيين في استطلاع أجرته شركة أبحاث الفيديو المحدودة منذ يونيو 2009. وفقاً لصحيفة وول ستريت جورنال، أطلق عليه «شخصية الرسوم الكاريكاتورية المحبوبة في اليابان». استخدمت جوجل اليابان شخصية دورايمون Doraemon في جوجل دودل في 3 سبتمبر 2009، احتفالًا بعيد الميلاد الأربعين للشخصية.
في عام 2012، احتفلت هونغ كونغ بعيد ميلاد دورايمون المئة في وقتٍ سبق الحدث مع سلسلة من العروض للشخصية.
يُعرف السياسي أوسامو فوجيمورا باسم «دورايمون ناجاتشو» بسبب شخصيته «الدافئة». أطلق على مصارع السومو تاكامسوجي لقب «دورايمون» بسبب تشابهه مع الشخصية.
خلال عام 2014، تم عرض دورايمون على غلاف جميع المجلات الـ 51 التي نشرتها شوغاكوكان.

## الدبلجة العربية
| المؤدي الصوتي  | الظهور   | الاسم الأصلي  |
| -------------- | -------- | ------------- |
| آمال سعد الدين | عبقور    | Doraemon 1979 |
| رشا بيدس       | دورايمون | Doraemon 2005 |

ظهر دورايمون في الوطن العربي مُدبلجاً مرتين؛ المرة الأولى في المُسلسل الثاني من سلسلة دورايمون إنتاج 1979 (الذي ظهر في الوطن العربي باسم عبقور) حيث كان اسمه في السلسلة هو عبقور بدلاً من دورايمون، سُمي بذلك بسبب حلوله العبقريّة التي كان يُعطيها لصاحبه عامر (نوبيتا). أما المرة الثانية فقد ظهر في المُسلسل الثالث دورايمون من إنتاج 2005، حيث ظهر بهذه النسخة باسمه الأصلي وهو دورايمون، بينما لم يظهر في الوطن العربي في المٌسلسل الأول الذي أُنتج عام 1973.

## روابط خارجية
- دورايمون على موقع ميوزك برينز (الإنجليزية)
- الموقع الرسمي
- الموقع الرسمي
- موقع دورايمون الرسمي على تلفزيون اساهي (باليابانية)
- عبقور مقال في آسيا تايم
- Doraemon (مانغا) في شبكة أخبار الأنمي